# Arcyria
Arcyria is een geslacht van slijmzwammen uit de orde van de Trichiida. Met enkele van zijn soorten is het een van de meest geografisch en ecologisch verspreide geslachten en omvat meer dan 25 soorten. Het geslacht werd voor het eerst beschreven door Friedrich Heinrich Wiggers in 1780, de typesoort is de Arcyria denudata, nog steeds beschreven door Carl von Linné in 1753 als Clathrus denudatus. De indeling in de twee ondergeslachten Clathroides en Arcyrella, die in 1875 door Joszef Tomasz Rostafinski werd geïntroduceerd, wordt door moderne auteurs niet meer erkend.

## Kenmerken
De meestal gezellig voorkomende, gesteelde tot ongesteelde vruchtlichamen zijn sporangia (ook wel sporocysten genoemd), gewoonlijk eivormig tot ongeveer cilindrisch, zelden bolvormig, knotsvormig of peervormig. De stengel is gevuld met sporenachtige cellen. Het peridium is vliezig, meestal doorschijnend, mogelijk afwezig bij sommige soorten. De nadering van het peridium is meestal duidelijk afgebakend als een schijfvormige of trechtervormige kelk en reikt slechts af en toe in de hoofdhuid als een lob of vlek bij individuele soorten.
Het dichte, netvormige capillair is licht tot sterk veerkrachtig en zet na volwassenheid enorm uit. Het wordt ofwel over het gehele oppervlak van de kelk aan elkaar gegroeid en blijft eraan vastzitten, ofwel wordt het pas in het midden van de kelk ermee verbonden en breekt daar. Het capillitium heeft een verscheidenheid aan reliëfs, in de vorm van ringen, halve ringen, horizontale strepen, punten, spiraalvormige banden of kamvormige of netvormige structuren. De sporen zijn altijd gelijkmatig gekleurd als sporenmassa, kleurloos of slechts bleek gekleurd in doorvallend licht. Ze zijn rond en meten 7 tot 10 micrometer in diameter, hun oppervlak is glad, ongelijk wrattig of fijn stekelig, zwakke netachtige structuren worden zelden gevonden.

## Verspreiding
Het geslacht Arcyria is wereldwijd wijdverspreid en wordt beschouwd als een van 's werelds meest voorkomende slijmzwamgeslachten. Sommige Arcyria-soorten (Arcyria cinerea, Arcyria denudata, Arcyria incarnata, Arcyria nutans) behoren ook tot de meest voorkomende slijmzwammen vanwege de afmeting van hun leefgebied.

## Soorten
Volgens Index Fungorum bevat het geslacht 41 soorten (peildatum april 2023):
| Soortnaam                                  | Auteur(s)                                | Publicatiejaar |
| ------------------------------------------ | ---------------------------------------- | -------------- |
| Arcyria affinis (Variabel netwatje)        | Rostaf.                                  | 1875           |
| Arcyria afroalpina                         | Rammeloo                                 | 1981           |
| Arcyria aggregata                          | Yu Li, Shuang L. Chen & H.Z. Li          | 1993           |
| Arcyria annulata                           | Lado & Estrada                           | 2016           |
| Arcyria assamica                           | Agnihothr.                               | 1958           |
| Arcyria aureoglobosa                       | Y. Yamam.                                | 1990           |
| Arcyria biniensis                          | Ejale & L.S. Gill                        | 1992           |
| Arcyria brooksii                           | T.N. Lakh. & Mukerji                     | 1980           |
| Arcyria cerradensis                        | Agra, L.H. Cavalcanti & Dianese          | 2018           |
| Arcyria cinerea (Asgrauw netwatje)         | (Bull.) Pers.                            | 1801           |
| Arcyria colloderma                         | Nann.-Bremek. & S.L. Stephenson          | 1990           |
| Arcyria corymbosa                          | M.L. Farr & G.W. Martin                  | 1958           |
| Arcyria denudata (Karmijnrood netwatje)    | Fr.                                      | 1851           |
| Arcyria exigua                             | Yu Li, Shuang L. Chen & H.Z. Li          | 1993           |
| Arcyria fasciculata                        | Dhillon & Nann.-Bremek.                  | 1978           |
| Arcyria ferruginea (Roodstelig netwatje)   | Saut.                                    | 1841           |
| Arcyria flavescens                         | Y. Yamam.                                | 1992           |
| Arcyria fuegiana                           | Aramb.                                   | 1972           |
| Arcyria globosa (Kogelrond netwatje)       | Schwein.                                 | 1822           |
| Arcyria helvetica                          | (Meyl.) H. Neubert, Nowotny & K. Baumann | 1989           |
| Arcyria incarnata (Grootmazig netwatje)    | (Pers. ex J.F. Gmel.) Pers.              | 1796           |
| Arcyria insignis                           | Kalchbr. & Cooke                         | 1882           |
| Arcyria major (Helroze netwatje)           | (G. Lister) Ing                          | 1967           |
| Arcyria marginoundulata (Golfrandnetwatje) | Nann.-Bremek. & Y. Yamam.                | 1983           |
| Arcyria minuta (Fopnetwatje)               | Buchet                                   | 1928           |
| Arcyria nepalensis                         | Poelt                                    | 1965           |
| Arcyria obvelata (Lang netwatje)           | (Oeder) Onsberg                          | 1979           |
| Arcyria oerstedii (Stekelig netwatje)      | Rostaf.                                  | 1875           |
| Arcyria oerstedtioides                     | Flatau & Schirmer                        | 1983           |
| Arcyria olivaceoglobosa                    | M.L. Farr, S.W. Chapm. & Mitchel         | 1979           |
| Arcyria papilla                            | Ejale & L.S. Gill                        | 1992           |
| Arcyria pausiaca                           | H.W. Keller & Bub.-Zurey                 | 1986           |
| Arcyria poeltii                            | Nann.-Bremek. & Y. Yamam.                | 1990           |
| Arcyria pomiformis (Kluwennetwatje)        | (Leers) Rostaf.                          | 1875           |
| Arcyria pseudodenudata                     | Wichanský                                | 1962           |
| Arcyria riparia                            | L.G. Krieglst.                           | 1993           |
| Arcyria rubrobrunnea                       | Nann.-Bremek. & Schinner                 | 1986           |
| Arcyria rufosa                             | Sur. Kaur & Mukerji                      | 1996           |
| Arcyria stipata (Worstnetwatje)            | (Schwein.) Lister                        | 1894           |
| Arcyria verrucosituba                      | Nann.-Bremek. & Schinner                 | 1986           |
| Arcyria versicolor (Veelkleurig netwatje)  | W. Phillips                              | 1877           |
| Arcyria virescens                          | G. Lister                                | 1921           |